# Adolfo Eastman
Adolfo Eastman Quiroga (Ovalle, 28 oktober 1835 - Santiago, 9 augustus 1908) was een Chileens ingenieur, zakenman en politicus.

## Biografie
Hij was de zoon van de Engelsman Edmund(o) Eastman White en diens Chileense echtgenote Tomasa Quiroga Darrigrande. Hij volgde een opleiding tot ondernemer in het Verenigd Koninkrijk (1848-1852) en studeerde daarna aan de Universiteit van Freiburg in Saksen (1852-1856) waar hij afstudeerde als mijningenieur. Na zijn terugkeer in Chili was hij werkzaam in de mijnbouw. Later was hij de eigenaar van een eigen mijn. 
Eastman behoorde tot de Partido Liberal (Liberale Partij) en vertegenwoordigde deze partij in de Kamer van Afgevaardigden (1864-1882). Van 22 december 1881 tot 27 oktober 1882 was hij voorzitter van de Kamer van Afgevaardigden. Daarna was hij liberaal senator (1882-1891). Tijdens en na de Chileense burgeroorlog (15 april - 18 augustus 1891) was hij voorlopig voorzitter van de Senaat en nam hij zitting in het grondwetgevende congres. In 1891 vervulde hij tevens de functie van waarnemend directeur van de nationale hypotheekbank. 
In 1893 sloot hij zich aan bij de Partido Liberal Democrático (Liberaal-Democratische Partij) en was in 1896 presidentskandidaat voor de liberaal-democraten. In 1897 werd hij opnieuw in de Senaat gekozen en bleef senator tot zijn overlijden in 1908. Tussen 1897 en 1898 was hij enige tijd minister van Buitenlandse Zaken.

## Privé
Eastman was getrouwd met Manuela Urmeneta Quiroga en María del Carmen Mackenna Serrano. Uit dit tweede huwelijk werd een dochtertje geboren die echter maar een paar maanden oud werd.
Adolfo Eastman was de eerste voorzitter (1883) van de Sociedad Nacional de Minería (Nationaal Mijnbouw Genootschap) en was lid van de vrijwillige brandweer van Santiago die was opgericht na de brand in de Iglesia de la Compañía in 1863.